# Ширак (Лозер)
Ширак (фр. Chirac) насеље је и општина у јужној Француској у региону Лангдок-Русијон, у департману Лозер која припада префектури Манд.
По подацима из 2011. године у општини је живело 1161 становника, а густина насељености је износила 34,36 становника/km². Општина се простире на површини од 33,79 km². Налази се на средњој надморској висини од 640 метара (максималној 1.254 m, а минималној 605 m).

## Демографија
| 1962. | 1968. | 1975. | 1982. | 1990. | 1999. | 2011. |
| ----- | ----- | ----- | ----- | ----- | ----- | ----- |
| 801   | 789   | 689   | 894   | 983   | 1.006 | 1.161 |

График промене броја становника у току последњих година